# Ray Peterson
Ray T. Peterson (Denton, 23 aprile 1939 – Smyrna, 25 gennaio 2005) è stato un cantante statunitense principalmente ricordato per le sue cover di Tell Laura I Love Her e Corrine, Corrina, entrambe del 1960.

## Biografia
Ray Peterson nacque a Denton, in Texas, il 23 aprile 1939 e in giovane età soffriva di poliomielite. Potendo contare su un'estensione vocale di quattro ottave, Peterson si trasferì a Los Angeles(California) nella speranza di fare carriera come cantante. Nel 1958 fu scritturato dalla RCA Victor e, dopo aver pubblicato diversi successi minori, incise The Wonder of You, cover di Baker Knight che raggiunse la Top 40 della Billboard Hot 100 il 15 giugno del 1959 e si piazzò alla nona posizione delle classifiche australiane. La canzone verrà successivamente registrata anche da Elvis Presley, con il quale Peterson divenne amico. Peterson riuscì a ottenere un successo ancora maggiore con la sua versione di Tell Laura I Love Her (1960), che riuscì a inserirsi nella Top 10 statunitense. Il brano, che appartiene al cosiddetto filone delle teenage tragedy song (canzoni che parlano di drammi adolescenziali), venne mal accolto dalla britannica Decca Records, che decise di non pubblicare la traccia oltremanica (i suoi proprietari la ritenevano infatti "troppo insipida e volgare") e fece distruggere circa ventimila copie che erano già state messe in commercio. Nello stesso periodo, il cantante Ricky Valance, che realizzò la sua versione del brano pubblicato dalla EMI per contro della Columbia, mantenne il primo posto della UK Singles Chart per tre settimane.
Nel 1960 Peterson co-fondò la sua etichetta discografica, la Dunes Records, assieme al manager Stan Shulman e pubblicò Corrine, Corrina, una traccia di Barry Mann e Gerry Goffin che fece produrre da Phil Spector e che si piazzò al nono posto delle classifiche americane. Invece, la drammatica ballata I Could Have Loved You So Well, scritta e prodotta da Spector, raggiunse solo il cinquantasettesimo posto delle classifiche statunitensi. Peterson incise anche un'altra teenage tragedy song intitolata Give Us Your Blessing che si piazzò soltanto alla posizione numero 70 nella Hot-100. La cover del brano delle Shangri-Las, che uscirà cinque anni dopo, riuscirà invece a collocarsi nella Top 30.
L'ultimo successo di Ray Peterson negli Stati Uniti fu Missing You, che si piazzò nella Top 30. A metà degli anni 1960, Peterson divenne una celebrità della West Coast statunitense e fece diverse apparizioni live con Keith Allison.
Peterson fu introdotto nella Rockabilly Hall of Fame.
Peterson morì di cancro nel 2005, a Smyrna (Tennessee) a 65 anni, lasciando la moglie, quattro figli e tre figlie. Fu sepolto nel cimitero dei Roselawn Memorial Gardens a Murfreesboro, nel Tennessee.

## Discografia parziale

### Album
- 1960 – Tell Laura I Love Her
- 1965 – The Other Side Of Ray Peterson
- 1981 – My Father's Place

### Singoli
- 1959 – The Wonder of You
- 1959 – Goodnight My Love (Pleasant Dreams)
- 1959 – Come and Get It
- 1960 – Tell Laura I Love Her
- 1960 – Answer Me
- 1960 – Corrine, Corrina"
- 1961 – Sweet Little Kathy
- 1961 – Missing You
- 1961 – I Could Have Loved You so Well
- 1963 – Give Us Your Blessing
- 1964 – The Wonder of You
- 1965 – Across The Street (Is a Million Miles Away)
- 1970 – Oklahoma City Times